# Gomphichis macbridei
Gomphichis macbridei är en orkidéart som beskrevs av Charles Schweinfurth. Gomphichis macbridei ingår i släktet Gomphichis och familjen orkidéer. Inga underarter finns listade i Catalogue of Life.